# Black God
Black God (黒神, Kuro Kami) é um mangá de autores coreanos. É uma história de Lim Dall Young com arte desenhada por Park Sung Woo, inspirando-se no cenário das cidades japonesas. O título significa "Deus Negro", sendo 黒 (Kuro) "Preto" ou "Negro" e 神 (Kami) "Deus", podendo ainda se referir à Kuro (protagonista da série) como uma "deusa", pelo fato de ter poderes sobrehumanos. No final de alguns volumes do mangá há páginas bônus que contam um pouco do que ocorre com Park Sung Woo, o ilustrador, e todo o pessoal do departamento de edição do studio zero durante a produção do mangá. Também há uma versão manhwa que foi publicada na Coreia do Sul, com outro ilustrador.
Black God conta a história de Kuro, uma Mototsumitama que veio a Tóquio para poder encontrar o seu irmão e matá-lo. Ao longo deste objetivo, Kuro conhece Keita, um humano que estava prestes a morrer e com quem faz um "contrato", e começa a conviver com ele.

## Sinopse
Keita Ibuki é um programador de computador que teve um encontro inesperado com uma Mototsumitama (espírito divino) chamada Kuro numa loja de lámen, que acabou o envolvendo em uma luta e o fez perder um braço. Para salvar Keita, Kuro fez um contrato com ele trocando seu braço com o de Keita. No outro dia, Keita acorda com o braço novinho em folha e descobre o que são DoppelGangers e sobre a misteriosa morte de sua mãe.

## Personagens
- Keita Ibuki (伊吹慶太, Ibuki Keita)
Um jovem programador que com seus amigos desenvolve um jogo de computador e espera poder ganhar muito dinheiro com isso. Em uma noite, em uma loja de lamen, ele acaba perdendo uma braço, e assim conhece Kuro.
- Kuro (クロ, Kuro)
Uma Mototsumitama muito poderosa que veio a Tóquio com o proprósito de matar seu irmão. Encontra-se com Keita em uma loja de lamen e faz um contrato com ele para recuperá-lo o braço.
- Puni Puni (プニプニ, Puni Puni)
Cachorro de Kuro. Vive a acompanhando.
- Akane Sano (佐野茜, Sano Akane)
Amiga de infância de Keita. Cuida dele como se fosse a irmã mais velha, por sua mãe ter morrido quando ele ainda era criança.
- Steiner (シュタイナー, Shutainaa)
- Excel (エクセル, Ekuseru)
- Makana e Kakuma (マカナ.カクマ, Makana . Kakuma)
- Vô do Keita (慶太のじいちゃん, Keita no Jiichan)
- Shinobu Nanase (七瀬忍, Nanase Shinobu)

## Explicações
- Mototsumitama (元神霊)
Existências sobre-humanas que tem a missão de proteger o equílibro do Tellus. Podem fazer contrato com humanos para poderem ganhar mais poderes e ficarem mais fortes.
- DoppelGanger (三位一在, San I Ichi Zai, ドッペルライナー)
Existem três pessoas idênticas no mundo que compartilham o mesmo Tellus, eles são chamados de Doppel Liners. Se por um acaso dois deles se encontrarem, formaram um só, sendo o descartado "apagado" com simples acidentes comuns.
- Exceed (超越, Chouetsu, エクシード)
É uma habilidade especial que os Mototsumitatamas podem usar, cada um possui um tipo de Exceed diferente. Ela consome uma grande quantidade de Tellus, então não bom abusar.
- Tellus (ou Terra)
Uma espécie de energia com a denominação de "capacidade" presente em todos os seres.